# Etxegarate mendatea / Puerto de Etxegarate
Etxegarate mendatea / Puerto de Etxegarate är ett bergspass i Spanien.   Det ligger i provinsen Gipuzkoa och regionen Baskien, i den norra delen av landet, 300 km norr om huvudstaden Madrid. Etxegarate mendatea / Puerto de Etxegarate ligger 656 meter över havet.
Terrängen runt Etxegarate mendatea / Puerto de Etxegarate är huvudsakligen kuperad, men västerut är den bergig. Runt Etxegarate mendatea / Puerto de Etxegarate är det ganska glesbefolkat, med 38 invånare per kvadratkilometer. Närmaste större samhälle är Altsasu, 7,5 km sydost om Etxegarate mendatea / Puerto de Etxegarate. I omgivningarna runt Etxegarate mendatea / Puerto de Etxegarate växer i huvudsak blandskog.